# عثمانلی
عثمانلی (به ترکی استانبولی: Osmaneli) شهری است در کشور ترکیه که در استان بیله‌جیک واقع شده‌است. جمعیت این شهر بر اساس سرشماری سال ۲۰۰۸ میلادی ۱۳٬۶۴۱ نفر و بر اساس برآوردهای سال ۲۰۰۹ میلادی ۱۳٬۸۶۳ نفر می‌باشد.